# Remipedia
Remipedia är en liten grupp primitivt byggda kräftdjur som upptäcktes på 1980-talet. De lever i akviferer med salt grundvatten vid tropiska kuster. De har stort vetenskapligt intresse eftersom de tros stå nära kräftdjurens ursprung.

## Byggnad
Remipedierna är 10–40 mm långa och har ett huvud och en långsmal kropp, som består av upp till 42 likadana segment. Varje segment har på sidorna extremiteter som används för simning. Djuren rör sig långsamt och simmar på rygg. De är hermafroditer. Utvecklingen är dåligt känd eftersom djuren inte kan hållas vid liv i laboratorium, men första larvstadiet lever de som naupliuslarver. Remipedierna är rovdjur och fångar små kräftdjur med sina bitande mundelar, som är försedda med körtlar; om dessa utsöndrar gift eller matsmältningsenzymer är inte känt.

## Levnadssätt och förekomst
Remipedierna upptäcktes i saltvattensfyllda hålor i kalksten på Bahamas och Yucatánhalvön, samt i lavagångar på Lanzarote. De är också kända från västra Australien. Gemensamt för dessa miljöer är att de har förbindelse med både hav och land och innehåller saltvatten överlagrat med sött eller bräckt vatten. Remipedierna lever i det syrefattiga saltvattnet nära skiktgränsen.

## Systematik
Klassen Remipedia beskrevs 1981 av Jill Yager. Namnet kommer från latinets remipedes som betyder "år-fotade" och syftar på att extremiteterna påminner, och används som åror. Systematiskt anses Remipedia stå nära dels Cephalocarida, dels Hexapoda (insekter med flera), vilket stödjer Pancrustacea-hypotesen och att kräftdjuren är en parafyletisk grupp. Att remipedierna (liksom cephalocariderna) har ett stort antal segment som inte är differentierade (ingen tagmatisering) anses tyda på att de är en mycket ålderdomlig och ursprunglig grupp inom kräftdjuren.
För närvarande är 24 levande arter kända, uppdelade på tre familjer. Alla dessa placeras i ordningen Nectiopoda. Den andra ordningen, Enantiopoda, omfattar två fossila arter från karbontiden.